# Nullsoft Scriptable Install System
Nullsoft Scriptable Install System (NSIS) è un sistema di installazione (installer) guidato da script con minimo overhead e open source, supportato dalla Nullsoft, creatrice di Winamp.
NSIS 1 è per molte vie simile al classico installer di Microsoft Windows, ma rimane di più facile configurazione attraverso script e offre il supporto ad un maggior numero di formati di compressione. NSIS 2 offre un'interfaccia grafica più accattivante, supporta la compressione LZMA, più lingue e un semplice sistema di plug-in. Il compilatore di script NSIS compila su piattaforme POSIX.

## Storia
NSIS è nato dalla necessità di distribuire Winamp. È basato su PiMP (Plug-In Mini Packager), anche questa creazione della Nullsoft, conosciuto anche come SuperPiMP. Dopo la versione 2.0a0, il progetto si è spostato su SourceForge dove sviluppatori esterni a Nullsoft hanno iniziato a lavorarci, partendo da una base solida. Dopo due anni di releases di alpha, beta e rc, NSIS 2.0 è stato distribuito come versione definitiva.

## POSIX
La 2.01 è stata la prima versione compilante su piattaforma POSIX. Questo permette la cross-compilation di installer Microsoft Windows in Linux e FreeBSD senza l'uso di WINE. Correntemente, l'unica piattaforma hardware supportata è x86.

## Script
Il compilatore NSIS, makensis, compila gli script producendo l'installer. Ogni linea dello script contiene un comando

### Script di esempio
```
 
Name
 
"Esempio1"

 
OutFile
 
"esempio1.exe"

 
InstallDir
 
$PROGRAMFILES
\
Esempio1

 
Page
 
directory

 
Page
 
instfiles

 
Section

   
SetOutPath
 
$INSTDIR

   
File
 
..
\
makensis.exe

 
SectionEnd

```

## Modern UI

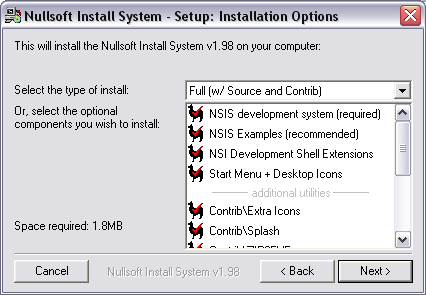
NSIS 1.98

La versione 2.0 ha introdotto una nuova interfaccia grafica più accattivante, chiamata Modern UI (MUI). La MUI ha un'interfaccia simile ad un wizard, supporta schermate di benvenuto, di completamento, di selezione della lingua, aree di descrizione dei componenti e un buon settaggio delle opzioni come le vecchie GUI.

## Plugins
NSIS può essere esteso con plugin che comunicano con l'installer. I plugins possono essere scritti in C, C++ e Delphi e possono essere usati per compiere processi di installazione o estendere l'interfaccia grafica.
Alcuni plugins sono distribuiti con il package NSIS e permettono la visualizzazione di splash screen e di pagine personalizzate, di impostare immagini di sottofondo, scaricare file da un sito, eseguire calcoli matematici, riparare file e altre operazioni.
Altri plugins sono disponibili online:
ZipDLL Archiviato il 5 settembre 2005 in Internet Archive. e Python plug-in.

## HM NIS Edit
HM NIS Edit è un programma di terze parti per NSIS che permette di creare uno script NSIS anche da un wizard.

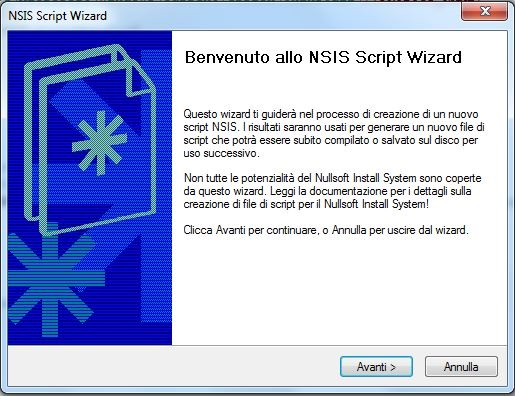
Screenshot del Wizard di HM NIS Edit.

## Caratteristiche
- Piccolo overhead
- Supporto dei formati di compressione zlib, bzip2 e lzma
- Basato su script
- Multilingue
- Supporto ai plug-in
- Preprocessore degli script
- altre..., su nsis.sourceforge.net.